# Rotateur rigide
Le rotateur rigide est un modèle mécanique utilisé pour expliquer les systèmes en rotation (et particulièrement en mécanique quantique). Un rotateur rigide quelconque est un objet tridimensionnel rigide, comme une toupie. Afin d'orienter un tel objet dans l'espace, trois angles sont nécessaires. Le rotateur linéaire, objet bidimensionnel, est un cas particulier de rotateur rigide en trois dimensions ne nécessitant que deux angles pour décrire son orientation. On peut citer comme exemple de rotateur linéaire une molécule diatomique. De manière plus générale, des molécules comme l'eau (rotateur asymétrique), l'ammoniac (rotateur symétrique) ou le méthane (rotateur sphérique) sont tridimensionnels (se référer à la classification des molécules).

## Rotateur linéaire
Le modèle du rotateur rigide linéaire consiste en deux masses ponctuelles situées à distances fixées de leur centre de masse. La distance fixe entre les deux masses et les mesures des masses sont les seules caractéristiques du modèle rigide. Cependant, pour de nombreux systèmes diatomiques réels ce modèle est trop simpliste, les distances interatomiques n'étant pas immuables. Des corrections au modèle rigide peuvent être effectuées afin de compenser les petites variations de distances. Cependant, même dans ce cas de figure le modèle du rotateur rigide reste un bon point de départ comme modèle d'ordre zéro.

### Rotateur linéaire rigide classique
Le rotateur linéaire classique consiste en deux masses ponctuelles {\displaystyle m_{1}} et {\displaystyle m_{2}} (avec pour masse réduite {\displaystyle \mu ={\frac {m_{1}m_{2}}{m_{1}+m_{2}}}}) à une distance {\displaystyle R} l'une de l'autre. Le rotateur est rigide si {\displaystyle R} est indépendant du temps.
La cinématique d'un rotateur linéaire rigide est habituellement décrit au moyen de coordonnées sphériques, formant un système de coordonnées dans {\displaystyle \mathbb {R} ^{3}}. Dans des conventions de physique, les coordonnées sont l'angle de colatitude (zénith) {\displaystyle \theta \,}, l'angle azimutal ou longitudinal {\displaystyle \varphi \,} et la distance {\displaystyle R}.
Les angles indiquent l'orientation du rotateur dans l'espace.
L'énergie cinétique {\displaystyle T} du rotateur linéaire rigide est donnée par :
{\displaystyle 2T=\mu R^{2}{\big [}{\dot {\theta }}^{2}+({\dot {\varphi }}\,\sin \theta )^{2}{\big ]}=\mu R^{2}{\big (}{\dot {\theta }}\;\;{\dot {\varphi }}{\Big )}{\begin{pmatrix}1&0\\0&\sin ^{2}\theta \\\end{pmatrix}}{\begin{pmatrix}{\dot {\theta }}\\{\dot {\varphi }}\end{pmatrix}}=\mu {\Big (}{\dot {\theta }}\;\;{\dot {\varphi }}{\Big )}{\begin{pmatrix}h_{\theta }^{2}&0\\0&h_{\varphi }^{2}\\\end{pmatrix}}{\begin{pmatrix}{\dot {\theta }}\\{\dot {\varphi }}\end{pmatrix}},}
où {\displaystyle h_{\theta }=R\,} et {\displaystyle h_{\varphi }=R\sin \theta \,} sont 
les facteurs d'échelle (ou de Lamé).
Les facteurs d'échelles sont importants dans les applications de mécanique quantique car ils sont présents dans l'expression du laplacien en coordonnées curvilignes. Dans notre cas ({\displaystyle R} constant) :
{\displaystyle \nabla ^{2}={\frac {1}{h_{\theta }h_{\varphi }}}\left[{\frac {\partial }{\partial \theta }}{\frac {h_{\varphi }}{h_{\theta }}}{\frac {\partial }{\partial \theta }}+{\frac {\partial }{\partial \varphi }}{\frac {h_{\theta }}{h_{\varphi }}}{\frac {\partial }{\partial \varphi }}\right]={\frac {1}{R^{2}}}\left[{\frac {1}{\sin \theta }}{\frac {\partial }{\partial \theta }}\sin \theta {\frac {\partial }{\partial \theta }}+{\frac {1}{\sin ^{2}\theta }}{\frac {\partial ^{2}}{\partial \varphi ^{2}}}\right].}
Le hamiltonien classique d'un rotateur linéaire rigide est :
{\displaystyle H={\frac {1}{2\mu R^{2}}}\left[p_{\theta }^{2}+{\frac {p_{\varphi }^{2}}{\sin ^{2}\theta }}\right].}

### Rotateur linéaire rigide quantique
Le modèle du rotateur rigide peut être utilisé en mécanique quantique afin de prédire l'énergie de rotation d'une molécule diatomique. L'énergie de rotation dépend du moment d'inertie du système, {\displaystyle I}. Dans le référentiel du centre de masse, le moment d'inertie est égal à : 
{\displaystyle I=\mu R^{2}}
où {\displaystyle \mu } est la masse réduite de la molécule et {\displaystyle R} la distance entre les deux atomes.

En mécanique quantique, les niveaux d'énergie d'un système peuvent être déterminés en résolvant l'équation de Schrödinger :
{\displaystyle {\hat {H}}Y=EY}
où {\displaystyle Y} est la fonction d'onde et {\displaystyle {\hat {H}}} est l'opérateur d'énergie (hamiltonien). Pour un rotateur rigide dans un espace sans champ, l'opérateur d'énergie correspond à l'énergie cinétique du système :
{\displaystyle {\hat {H}}=-{\frac {\hbar ^{2}}{2\mu }}\nabla ^{2}}
où {\displaystyle \hbar } est la constante de Planck divisée par {\displaystyle 2\pi } et {\displaystyle \nabla ^{2}} le laplacien. Le laplacien est donné ci-dessus en coordonnées sphériques. L'opérateur énergie écrit dans ce système de coordonnées est :
{\displaystyle {\hat {H}}=-{\frac {\hbar ^{2}}{2I}}\left[{1 \over \sin \theta }{\partial  \over \partial \theta }\left(\sin \theta {\partial  \over \partial \theta }\right)+{1 \over {\sin ^{2}\theta }}{\partial ^{2} \over \partial \varphi ^{2}}\right]}
Cet opérateur apparaît aussi dans l'équation de Schrödinger de l'atome d'hydrogène après la séparation de la partie radiale. L'équation aux valeurs propres devient :
{\displaystyle {\hat {H}}Y_{\ell }^{m}(\theta ,\varphi )={\frac {\hbar ^{2}}{2I}}\ell (\ell +1)Y_{\ell }^{m}(\theta ,\varphi ).}
Le symbole {\displaystyle Y_{\ell }^{m}(\theta ,\varphi )} représente un ensemble de fonctions connues sous le nom d'harmoniques sphériques. On notera que l'énergie ne dépend pas de {\displaystyle m\,}. L'énergie 
{\displaystyle E_{\ell }={\hbar ^{2} \over 2I}\ell \left(\ell +1\right)}
est {\displaystyle 2\ell +1} fois dégénérée : les fonctions à {\displaystyle \ell \,} fixe et {\displaystyle m=-\ell ,-\ell +1,\dots ,\ell } ont la même énergie.
On peut écrire en introduisant la constante de rotation B :
{\displaystyle E_{\ell }=hB\;\ell \left(\ell +1\right)\quad {\textrm {avec}}\quad B\equiv {\frac {\hbar ^{2}}{2Ih}}.}
En unité de longueur réciproque, la constante de rotation est :
{\displaystyle {\bar {B}}\equiv {\frac {B}{c}}={\frac {h}{8\pi ^{2}cI}},}
où c est la vitesse de la lumière. Si les unités CGS sont utilisées pour h, c et I, {\displaystyle {\bar {B}}} s'exprime en nombres d'ondes (cm−1), une unité utilisée pour les spectroscopies rotationnelles et vibrationnelles. La constante de rotation {\displaystyle {\bar {B}}(R)} dépend de la distance {\displaystyle R}. On écrit parfois {\displaystyle B_{e}={\bar {B}}(R_{e})} où {\displaystyle R_{e}} est la valeur d'équilibre de {\displaystyle R} (c'est-à-dire pour laquelle l'énergie du rotateur est minimale).
Un spectre de rotation typique consiste en une série de pics correspondant aux transitions entre niveaux avec différentes valeurs de nombre quantique secondaire ({\displaystyle \ell }). Par conséquent, les pics de rotation apparaissent à des énergies correspondant à des multiples entiers de {\displaystyle {2{\bar {B}}}}.

### Règles de sélection
Les transitions rotationnelles d'une molécule se produisent quand la molécule absorbe un photon (une particule avec un champ électromagnétique quantifié). Selon l'énergie du photon (c'est-à-dire la longueur d'onde du champ électromagnétique), cette transition peut être aperçue comme une raie satellite d'une transition vibrationnelle et/ou électronique. Les transitions rotationnelles « pures », dans lesquelles la fonction d'onde vibronique (électronique plus vibrationnelle) n'est pas modifiée, se produisent dans la région des micro-ondes du spectre électromagnétique.
Les transitions rotationnelles ne peuvent typiquement être observées que quand le nombre quantique secondaire est modifiée d'une unité ({\displaystyle \Delta l=\pm 1}). Cette règle de sélection provient de l'approximation de la théorie des perturbations au premier ordre de l'équation de Schrödinger dépendante du temps. Selon cette approximation, les transitions rotationnelles ne peuvent seulement être observées que lorsqu'une ou plusieurs composantes de l'opérateur dipolaire ont un moment de transition qui ne disparaît pas. Si z est la direction de la composante de champ électrique dans l'onde électromagnétique incidente, le moment de transition est :
{\displaystyle \langle \psi _{2}|\mu _{z}|\psi _{1}\rangle =\left(\mu _{z}\right)_{21}=\int \psi _{2}^{*}\mu _{z}\psi _{1}\,\mathrm {d} \tau .}
Une transition se produit si cette intégrale est non nulle. En séparant la partie rotationnelle de la fonction d'onde moléculaire de la partie vibronique, on peut montrer que cela signifie que la molécule doit avoir un moment dipolaire permanent.
Après intégration sur les coordonnées vibroniques, la partie rotationnelle suivante du moment de transition reste 
{\displaystyle \left(\mu _{z}\right)_{l,m;l',m'}=\mu \int _{0}^{2\pi }\mathrm {d} \phi \int _{0}^{\pi }Y_{l'}^{m'}\left(\theta ,\phi \right)^{*}\cos \theta \,Y_{l}^{m}\,\left(\theta ,\phi \right)\;\mathrm {d} \cos \theta .}
Ici {\displaystyle \mu \cos \theta \,} est la composante z du moment dipolaire permanent. Le moment {\displaystyle \mu } est la composante moyennée vibroniquement de l'opérateur dipôle. Seule la composante de dipôle permanent selon l'axe d'une molécule hétéronucléaire ne disparaît pas.
L'utilisation de l'orthogonalité des harmoniques sphériques {\displaystyle Y_{l}^{m}\,\left(\theta ,\phi \right)} rend possible la détermination des valeurs de {\displaystyle l}, {\displaystyle m}, {\displaystyle l'}, et {\displaystyle m'} donneront des intégrales de moment de transition dipolaires non nulles. Cette contrainte est alors traduite par les règles de sélection constatées pour le rotateur rigide :
{\displaystyle \Delta m=0\quad {\hbox{et}}\quad \Delta l=\pm 1}

### Rotateur linéaire non rigide
Le rotateur rigide est habituellement utilisé pour décrire l'énergie de rotation de molécules diatomiques mais n'est pas complètement pertinent, en raison de la variation de liaison interatomique (et donc de la distance {\displaystyle R}). La liaison s'étire lorsque la rotation de la molécule s'accroit (augmentation de la valeur du nombre quantique secondaire {\displaystyle l}). Cet effet peut être pris en compte en introduisant un facteur de correction connu sous le nom de constante de distorsion centrifuge {\displaystyle {\bar {D}}} (les barres au-dessus des quantités indiquent qu'elles sont exprimées en cm−1) :
{\displaystyle {\bar {E}}_{l}={E_{l} \over hc}={\bar {B}}l\left(l+1\right)-{\bar {D}}l^{2}\left(l+1\right)^{2}}
où
{\displaystyle {\bar {D}}={4{\bar {B}}^{3} \over {\bar {\boldsymbol {\omega }}}^{2}}}
{\displaystyle {\bar {\boldsymbol {\omega }}}} est la fréquence de vibration fondamentale de la liaison (in cm−1). Cette fréquence est liée à la masse réduite et la constante de raideur (force de liaison) de la molécule selon :
{\displaystyle {\bar {\boldsymbol {\omega }}}={1 \over 2\pi c}{\sqrt {k \over \mu }}}
Le rotateur non rigide est un modèle à la précision acceptable pour les molécules diatomiques mais reste imparfait. Cela est dû au fait que bien que le modèle prenne en compte l'étirement de rotation, il ignore l'étirement de la liaison imputable à l'énergie vibrationnelle (anharmonicité du potentiel).

## Rotateur rigide à forme arbitraire
Un rotateur rigide à forme arbitraire est un corps rigide de forme arbitraire à centre de masse fixe (ou se mouvant de manière uniforme et rectiligne) dans un espace {\displaystyle \mathbb {R} ^{3}} sans champ. Son énergie est alors la seule énergie cinétique de rotation (et l'énergie de translation constante que l'on peut ignorer). Un corps rigide peut être (partiellement) caractérisé par les trois valeurs propres de son tenseur de moment d'inertie, qui sont des réels positifs connus sous le nom de moments d'inertie principaux.
En spectroscopie microonde - spectroscopie basée sur les transitions rotationnelles - on classe habituellement les molécules (perçues comme rotateurs rigides) de la manière suivante :
- rotateurs sphériques
- rotateurs symétriques
  - rotateurs symétriques oblates (aplatis)
  - rotateurs symétriques prolates (allongés)
- rotateurs asymétriques

Cette classification dépend des valeurs relatives de leurs moments d'inertie principaux.

### Coordonnées du rotateur rigide
Les différentes branches de la physique et de l'ingéniérie utilisent différentes coordonnées pour la description de la cinématique d'un rotateur rigide. En physique moléculaire, on utilise quasi exclusivement les angles d'Euler. Dans les applications de la mécanique quantique, il est pertinent d'utiliser des angles d'Euler dans une convention qui est une extension simple des conventions des coordonnées sphériques.
La première étape consiste à lier un référentiel orthonormé direct (système tridimensionnel d'axes orthogonaux et normés) au rotateur (référentiel lié). Ce référentiel peut être attaché arbitrairement au corps, mais on peut utiliser également les axes principaux — les vecteurs propres normalisés du tenseur d'inertie, qui peuvent toujours être choisis orthonormaux (le tenseur étant symétrique). Lorsque le rotateur possède un axe de symétrie, celui coïncide habituellement avec l'un des axes principaux. Il est pratique de choisir un référentiel lié dans lequel l'axe z est l'axe de la symétrie d'ordre le plus élevé.
On commence par aligner le référentiel lié avec un référentiel fixe (dit du laboratoire) de telle façon que les axes x, y et z coïncident avec les axes X, Y et Z du référentiel du laboratoire (les axes sont dans les plans adéquats). Puis le solide et son référentiel sont pivotés d'un angle positif α autour de l'axe z (selon la règle de la main droite pour une rotation directe), ce qui déplace l'axe y vers l'axe y' . Puis, on pivote le solide et son référentiel d'un angle positif β autour de l'axe y' . L'axe z du référentiel lié a, après ces deux rotations, l'angle longitudinal α (désigné communément par φ) et l'angle de colatitude β (désigné communément par θ) par rapport au référentiel du laboratoire. Si le rotateur est de symétrie cylindrique autour de son axe z, comme le rotateur rigide linéaire, son orientation spatiale est alors non ambigüe à ce moment.
Si le solide ne possède pas de symétrie cylindrique (axiale), une dernière rotation autour de son axe z (avec pour coordonnées polaires β et α) est nécessaire afin de spécifier son orientation de manière non ambigüe. Traditionnellement, le dernier angle est appelé γ.
La convention sur les angles d'Euler décrite ici est connue sous le nom de convention z"-y'-z ; on peut montrer (de manière relativement simple) que c'est équivalent à la convention z-y-z dans laquelle l'ordre des rotations est inversé.
La matrice correspondant aux trois rotations est le produit matriciel :
{\displaystyle \mathbf {R} (\alpha ,\beta ,\gamma )={\begin{pmatrix}\cos \alpha &-\sin \alpha &0\\\sin \alpha &\cos \alpha &0\\0&0&1\end{pmatrix}}{\begin{pmatrix}\cos \beta &0&\sin \beta \\0&1&0\\-\sin \beta &0&\cos \beta \\\end{pmatrix}}{\begin{pmatrix}\cos \gamma &-\sin \gamma &0\\\sin \gamma &\cos \gamma &0\\0&0&1\end{pmatrix}}}
Soit {\displaystyle \mathbf {r} (0)} le vecteur position d'un point arbitraire {\displaystyle {\mathcal {P}}} dans le corps par rapport au repère lié au corps rigide. Les éléments de {\displaystyle \mathbf {r} (0)} sont les coordonnées liées au corps de {\displaystyle {\mathcal {P}}}. À l'origine, {\displaystyle \mathbf {r} (0)} est aussi le vecteur coordonnées de {\displaystyle {\mathcal {P}}} dans le référentiel fixe.
Par rotation du corps, les coordonnées liées au corps de {\displaystyle {\mathcal {P}}} ne sont pas modifiées, mais le vecteur coordonnées de {\displaystyle {\mathcal {P}}} dans le référentiel fixe devient :
{\displaystyle \mathbf {r} (\alpha ,\beta ,\gamma )=\mathbf {R} (\alpha ,\beta ,\gamma )\mathbf {r} (0).}
En particulier, si {\displaystyle {\mathcal {P}}} est initialement sur l'axe Z du repère fixe, il a les coordonnées :
{\displaystyle \mathbf {R} (\alpha ,\beta ,\gamma ){\begin{pmatrix}0\\0\\r\\\end{pmatrix}}={\begin{pmatrix}r\cos \alpha \sin \beta \\r\sin \alpha \sin \beta \\r\cos \beta \\\end{pmatrix}},}
qui montre la correspondance entre les coordonnées sphériques (en convention physique).
La connaissance des angles d'Euler comme fonction du temps t et les coordonnées initiales {\displaystyle \mathbf {r} (0)} définissent la cinématique du rotateur rigide.

### Énergie cinétique classique
Le texte ci-après est une généralisation du cas spécial bien connue de l'énergie de rotation d'un objet pivotant autour d'un axe.
On postulera à partir d'ici que le référentiel lié est un référentiel avec les axes principaux. Cela diagonalise le tenseur inertiel instantané {\displaystyle \mathbf {I} (t)} (exprimé en fonction du référentiel du corps rigide), i.e.,
{\displaystyle \mathbf {R} (\alpha ,\beta ,\gamma )^{-1}\;\mathbf {I} (t)\;\mathbf {R} (\alpha ,\beta ,\gamma )=\mathbf {I} (0)\quad {\hbox{avec}}\quad \mathbf {I} (0)={\begin{pmatrix}I_{1}&0&0\\0&I_{2}&0\\0&0&I_{3}\\\end{pmatrix}},}
où les angles d'Euler sont dépendants du temps et détermine de fait la dépendance temporelle de {\displaystyle \mathbf {I} (t)} par équation inverse. Cette notation implique que à {\displaystyle t=0}, les angles d'Euler sont nuls, et qu'à {\displaystyle t=0} le référentiel lié coïncide avec le référentiel du laboratoire.
L'énergie cinétique classique T du rotateur rigide peut être exprimée de plusieurs manières :
- en fonction de la vitesse angulaire
- sous forme lagrangienne
- en fonction du moment angulaire
- sous forme hamiltonienne

Chacune de ces formes possède son utilité et peut être trouvée dans la littérature. On les présente ci-après.

#### En fonction de la vitesse angulaire
T s'écrit en fonction de la vitesse angulaire :
{\displaystyle T={\frac {1}{2}}\left[I_{1}\omega _{x}^{2}+I_{2}\omega _{y}^{2}+I_{3}\omega _{z}^{2}\right]}
avec
{\displaystyle {\begin{pmatrix}\omega _{x}\\\omega _{y}\\\omega _{z}\\\end{pmatrix}}={\begin{pmatrix}-\sin \beta \cos \gamma &\sin \gamma &0\\\sin \beta \sin \gamma &\cos \gamma &0\\\cos \beta &0&1\\\end{pmatrix}}{\begin{pmatrix}{\dot {\alpha }}\\{\dot {\beta }}\\{\dot {\gamma }}\\\end{pmatrix}}.}
Le vecteur {\displaystyle {\boldsymbol {\omega }}=(\omega _{x},\omega _{y},\omega _{z})} contient les composantes de la vitesse angulaire du rotateur exprimée en fonction du repère lié. On peut montrer que {\displaystyle {\boldsymbol {\omega }}} n'est pas une dérivée temporelle d'un vecteur, contrairement à la définition classique de la vitesse. Les points au-dessus des angles d'Euler dépendant du temps indiquent les dérivées temporelles. La vitesse angulaire satisfait aux équations du mouvement connues sous le nom d'équations d'Euler (avec un couple appliqué nul, le rotateur étant supposé dans un espace sans champ).

#### Sous forme lagrangienne
La substitution de {\displaystyle {\boldsymbol {\omega }}} par son expression dans T donne la forme lagrangienne (comme fonction des dérivées temporelles des angles d'Euler). En notation matrice/vecteur :
{\displaystyle 2T={\begin{pmatrix}{\dot {\alpha }}&{\dot {\beta }}&{\dot {\gamma }}\end{pmatrix}}\;\mathbf {g} \;{\begin{pmatrix}{\dot {\alpha }}\\{\dot {\beta }}\\{\dot {\gamma }}\\\end{pmatrix}},}
où {\displaystyle \mathbf {g} } est le tenseur métrique exprimé en fonction des angles d'Euler — un système non orthogonal de coordonnées curvilignes :
{\displaystyle \mathbf {g} ={\begin{pmatrix}I_{1}\sin ^{2}\beta \cos ^{2}\gamma +I_{2}\sin ^{2}\beta \sin ^{2}\gamma +I_{3}\cos ^{2}\beta &(I_{2}-I_{1})\sin \beta \sin \gamma \cos \gamma &I_{3}\cos \beta \\(I_{2}-I_{1})\sin \beta \sin \gamma \cos \gamma &I_{1}\sin ^{2}\gamma +I_{2}\cos ^{2}\gamma &0\\I_{3}\cos \beta &0&I_{3}\\\end{pmatrix}}.}

#### En fonction du moment angulaire
L'énergie cinétique est parfois écrite comme une fonction du moment angulaire {\displaystyle {\vec {L}}} du rotateur rigide. Ce vecteur est une quantité conservative (indépendante du temps). Dans le référentiel lié au corps rigide, il a pour composantes {\displaystyle \mathbf {L} }, dont on peut démontrer qu'elles sont liées à la vitesse angulaire :
{\displaystyle \mathbf {L} =\mathbf {I} (0)\;{\boldsymbol {\omega }}\quad {\hbox{ou}}\quad L_{i}={\frac {\partial T}{\partial \omega _{i}}},\;\;i=x,\,y,\,z.}
Puisque le référentiel lié se déplace (dans le temps), ces composantes ne sont pas indépendantes du temps. Si l'on considère {\displaystyle {\vec {L}}} dans le référentiel fixe, on trouve alors des expressions indépendantes du temps pour ses composantes. L'énergie cinétique est donnée par :
{\displaystyle T={\frac {1}{2}}\left[{\frac {L_{x}^{2}}{I_{1}}}+{\frac {L_{y}^{2}}{I_{2}}}+{\frac {L_{z}^{2}}{I_{3}}}\right].}

#### Sous forme hamiltonienne
La forme hamiltonienne de l'énergie cinétique s'écrit en termes de moments généralisés :
{\displaystyle {\begin{pmatrix}p_{\alpha }\\p_{\beta }\\p_{\gamma }\\\end{pmatrix}}\ {\stackrel {\mathrm {def} }{=}}\ {\begin{pmatrix}\partial T/{\partial {\dot {\alpha }}}\\\partial T/{\partial {\dot {\beta }}}\\\partial T/{\partial {\dot {\gamma }}}\\\end{pmatrix}}=\mathbf {g} {\begin{pmatrix}\;\,{\dot {\alpha }}\\{\dot {\beta }}\\{\dot {\gamma }}\\\end{pmatrix}},}
où on pose {\displaystyle \mathbf {g} } symétrique.
Dans la forme hamiltonienne, l'énergie cinétique est :
{\displaystyle 2T={\begin{pmatrix}p_{\alpha }&p_{\beta }&p_{\gamma }\end{pmatrix}}\;\mathbf {g} ^{-1}\;{\begin{pmatrix}p_{\alpha }\\p_{\beta }\\p_{\gamma }\\\end{pmatrix}},}
où le tenseur métrique inverse est donné par :
{\displaystyle {\scriptstyle \sin ^{2}\beta }\;\;\mathbf {g} ^{-1}=}
{\displaystyle {\begin{pmatrix}{\frac {\cos ^{2}\gamma }{I_{1}}}+{\frac {\sin ^{2}\gamma }{I_{2}}}&\left({\frac {1}{I_{2}}}-{\frac {1}{I_{1}}}\right){\scriptstyle \sin \beta \sin \gamma \cos \gamma }&-{\frac {\cos \beta \cos ^{2}\gamma }{I_{1}}}-{\frac {\cos \beta \sin ^{2}\gamma }{I_{2}}}\\\left({\frac {1}{I_{2}}}-{\frac {1}{I_{1}}}\right){\scriptstyle \sin \beta \sin \gamma \cos \gamma }&{\frac {\sin ^{2}\beta \sin ^{2}\gamma }{I_{1}}}+{\frac {\sin ^{2}\beta \cos ^{2}\gamma }{I_{2}}}&\left({\frac {1}{I_{1}}}-{\frac {1}{I_{2}}}\right){\scriptstyle \sin \beta \cos \beta \sin \gamma \cos \gamma }\\-{\frac {\cos \beta \cos ^{2}\gamma }{I_{1}}}-{\frac {\cos \beta \sin ^{2}\gamma }{I_{2}}}&\left({\frac {1}{I_{1}}}-{\frac {1}{I_{2}}}\right){\scriptstyle \sin \beta \cos \beta \sin \gamma \cos \gamma }&{\frac {\cos ^{2}\beta \cos ^{2}\gamma }{I_{1}}}+{\frac {\cos ^{2}\beta \sin ^{2}\gamma }{I_{2}}}+{\frac {\sin ^{2}\beta }{I_{3}}}\\\end{pmatrix}}.}
Ce tenseur inverse est nécessaire à l'obtention de l'opérateur de Laplace-Beltrami, qui (multiplié par {\displaystyle -\hbar ^{2}}) donne l'opérateur d'énergie quantique du rotateur rigide.
Le hamiltonien classique donné ci-dessus peut être réécrit dans la forme suivante, qui est nécessaire pour l'intégration de phase se produisant dans la mécanique statistique classique des rotateurs rigides,
{\displaystyle {\begin{array}{lcl}T&=&{\frac {1}{2I_{1}\sin ^{2}\beta }}\left((p_{\alpha }-p_{\gamma }\cos \beta )\cos \gamma -p_{\beta }\sin \beta \sin \gamma \right)^{2}\\&&+{\frac {1}{2I_{2}\sin ^{2}\beta }}\left((p_{\alpha }-p_{\gamma }\cos \beta )\sin \gamma +p_{\beta }\sin \beta \cos \gamma \right)^{2}+{\frac {p_{\gamma }^{2}}{2I_{3}}}.\\\end{array}}}

### Le rotateur rigide en mécanique quantique
Comme d'habitude, la quantification est assurée par le remplacement des moments généralisés par des opérateurs donnant les dérivées premières par rapport à ses variables (positions) canoniquement conjuguées. Ainsi,
{\displaystyle p_{\alpha }\longrightarrow -i\hbar {\frac {\partial }{\partial \alpha }}}
et de même pour {\displaystyle p_{\beta }} et {\displaystyle p_{\gamma }}. Il est à noter que cette loi remplace la fonction des trois angles d'Euler, de leurs dérivées temporelles et des moments d'inertie caractérisant le rotateur rigide, {\displaystyle p_{\alpha }} relativement complexe, par un simple opérateur différentiel qui ne dépend pas du temps ou des moments d'inertie et qui porte sur un angle d'Euler seulement.
La loi de quantification est suffisante pour obtenir les opérateurs correspondant aux moments angulaires classiques. Il y en a deux types : les opérateurs de moment angulaire liés au référentiel absolu ou liés au référentiel lié au corps rigide. Les deux sont des opérateurs vectoriels, c'est-à-dire que tous les deux possèdent trois composantes qui se transforment les unes en les autres par rotation de leurs référentiels respectifs. La forme explicite des opérateurs de moment angulaire du rotateur rigide est donnée ici (au facteur multiplicatif {\displaystyle \hbar } près). Les opérateurs de moment angulaire pour le référentiel lié au corps rigide sont écrits sous la forme {\displaystyle {\hat {\mathcal {P}}}_{i}}. Ils satisfont aux conditions de commutation anomale.
La règle de quantification n'est pas suffisante pour obtenir l'opérateur d'énergie cinétique à partir du hamiltonien classique. Classiquement {\displaystyle p_{\beta }} commutant avec {\displaystyle \cos \beta }, {\displaystyle \sin \beta } et les inverses de ces fonctions, la position de ces fonctions trigonométriques dans le hamiltonien classique est arbitraire. Après la quantification, la commutation n'est plus permise et l'ordre des opérateurs et fonctions dans le hamiltonien (opérateur d'énergie) devient cruciale. Podolsky indiqua en 1928 que l'opérateur de Laplace-Beltrami (multiplié par {\displaystyle -{\tfrac {1}{2}}\hbar ^{2}}) possède la forme appropriée pour l'opérateur quantique d'énergie cinétique. Cet opérateur a la forme générale (convention de sommation : la somme se fait sur les indices répétés — dans ce cas sur les trois angles d'Euler {\displaystyle q^{1},\,q^{2},\,q^{3}\equiv \alpha ,\,\beta ,\,\gamma }) :
{\displaystyle {\hat {H}}=-{\tfrac {\hbar ^{2}}{2}}\;|g|^{-1/2}{\frac {\partial }{\partial q^{i}}}|g|^{1/2}g^{ij}{\frac {\partial }{\partial q^{j}}},}
où {\displaystyle |g|} est le déterminant du tenseur g :
{\displaystyle |g|=I_{1}\,I_{2}\,I_{3}\,\sin ^{2}\beta \quad {\hbox{et}}\quad g^{ij}=(\mathbf {g} ^{-1})_{ij}.}
Étant donnée -dessus l'inverse du tenseur métrique, la forme explicite de l'opérateur d'énergie cinétique en termes des angles d'Euler s'ensuit par simple substitution. L'équation aux valeurs propres correspondantes fournit l'équation de Schrödinger pour le rotateur rigide sous la forme qui fut résolue pour la première fois par Kronig et Rabi (pour le cas spécifique du rotateur symétrique). C'est l'un des rares cas pour lesquels l'équation de Schrödinger peut être résolue de manière analytique. Tous ces cas furent résolus dans l'année de la formulation de cette équation.
Il est actuellement habituel de procéder comme il suit. On peut montrer que {\displaystyle {\hat {H}}} peut être exprimé en opérateurs de moment angulaire dans  le repère lié au corps rigide (dans cette démonstration les commutations d'opérateurs différentiels avec les fonctions trigonométriques devront être effectués avec attention). Le résultat a la même forme que la formule classique exprimée dans les coordonnées du référentiel lié :
{\displaystyle {\hat {H}}={\tfrac {1}{2}}\left[{\frac {{\mathcal {P}}_{x}^{2}}{I_{1}}}+{\frac {{\mathcal {P}}_{y}^{2}}{I_{2}}}+{\frac {{\mathcal {P}}_{z}^{2}}{I_{3}}}\right].}
L'action de {\displaystyle {\hat {\mathcal {P}}}_{i}} sur la matrice D de Wigner est simple. En particulier :
{\displaystyle {\mathcal {P}}^{2}\,D_{m'm}^{j}(\alpha ,\beta ,\gamma )^{*}=\hbar ^{2}j(j+1)D_{m'm}^{j}(\alpha ,\beta ,\gamma )^{*}\quad {\hbox{avec}}\quad {\mathcal {P}}^{2}={\mathcal {P}}_{x}^{2}+{\mathcal {P}}_{y}^{2}+{\mathcal {P}}_{z}^{2},}
donc l'équation de Schrödinger pour le rotateur sphérique ({\displaystyle I=I_{1}=I_{2}=I_{3}}) est résolue pour l'énergie {\displaystyle (2j+1)^{2}}-dégénérée et égale à {\displaystyle {\tfrac {\hbar ^{2}j(j+1)}{2I}}}.
La toupie symétrique (un rotateur symétrique) est caractérisée par {\displaystyle I_{1}=I_{2}}. C'est une toupie prolate (en forme de cigare) si {\displaystyle I_{3}<I_{1}=I_{2}}. Dans ce dernier cas, on écrit le hamiltonien :
{\displaystyle {\hat {H}}={\tfrac {1}{2}}\left[{\frac {{\mathcal {P}}^{2}}{I_{1}}}+{\mathcal {P}}_{z}^{2}{\Big (}{\frac {1}{I_{3}}}-{\frac {1}{I_{1}}}{\Big )}\right],}
et on utilise :
{\displaystyle {\mathcal {P}}_{z}^{2}\,D_{mk}^{j}(\alpha ,\beta ,\gamma )^{*}=k^{2}\,D_{mk}^{j}(\alpha ,\beta ,\gamma )^{*}.}
Alors,
{\displaystyle {\hat {H}}\,D_{mk}^{j}(\alpha ,\beta ,\gamma )^{*}=E_{jk}D_{mk}^{j}(\alpha ,\beta ,\gamma )^{*}\quad {\hbox{avec}}\quad E_{jk}={\frac {j(j+1)}{2I_{1}}}+k^{2}\left({\frac {1}{2I_{3}}}-{\frac {1}{2I_{1}}}\right).}
La valeur propre {\displaystyle E_{j0}} est dégénérée {\displaystyle 2j+1} fois, pour toutes les fonctions propres avec {\displaystyle m=-j,-j+1,\dots ,j} ayant la même valeur propre. Les énegies avec |k| > 0 sont dégénérées {\displaystyle 2(2j+1)} fois. Cette solution exacte de l'équation de Schrödinger pour la toupie symétrique fut trouvée pour la première fois en 1927.
Le problème de la toupie asymétrique ({\displaystyle I_{1}\neq I_{2}\neq I_{3}}) n'est pas soluble de manière exacte.